# 桑图瓦地区栋巴勒
桑图瓦地区栋巴勒（法語：Dombasle-en-Xaintois）是法国大东部大区孚日省的一个市镇，属于讷沙托区和米尔库尔县。该市镇2009年时的人口为124人。

## 人口
桑图瓦地区栋巴勒人口变化图示
| 数据来源：INSEE |